# Jägalafallet

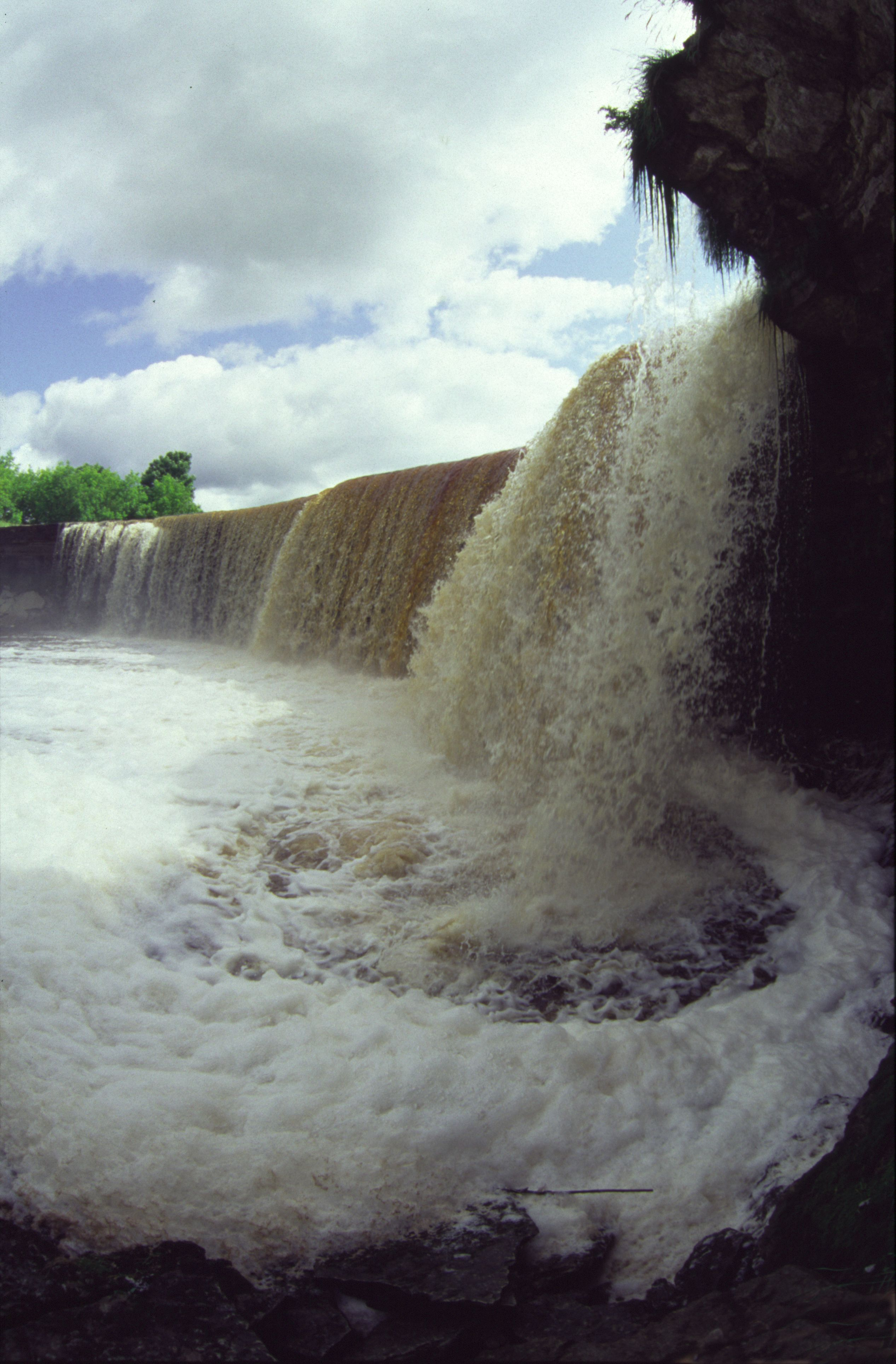
Jägalafallet i norra Estland (2004). Bilden har tagits med fisheye-optik

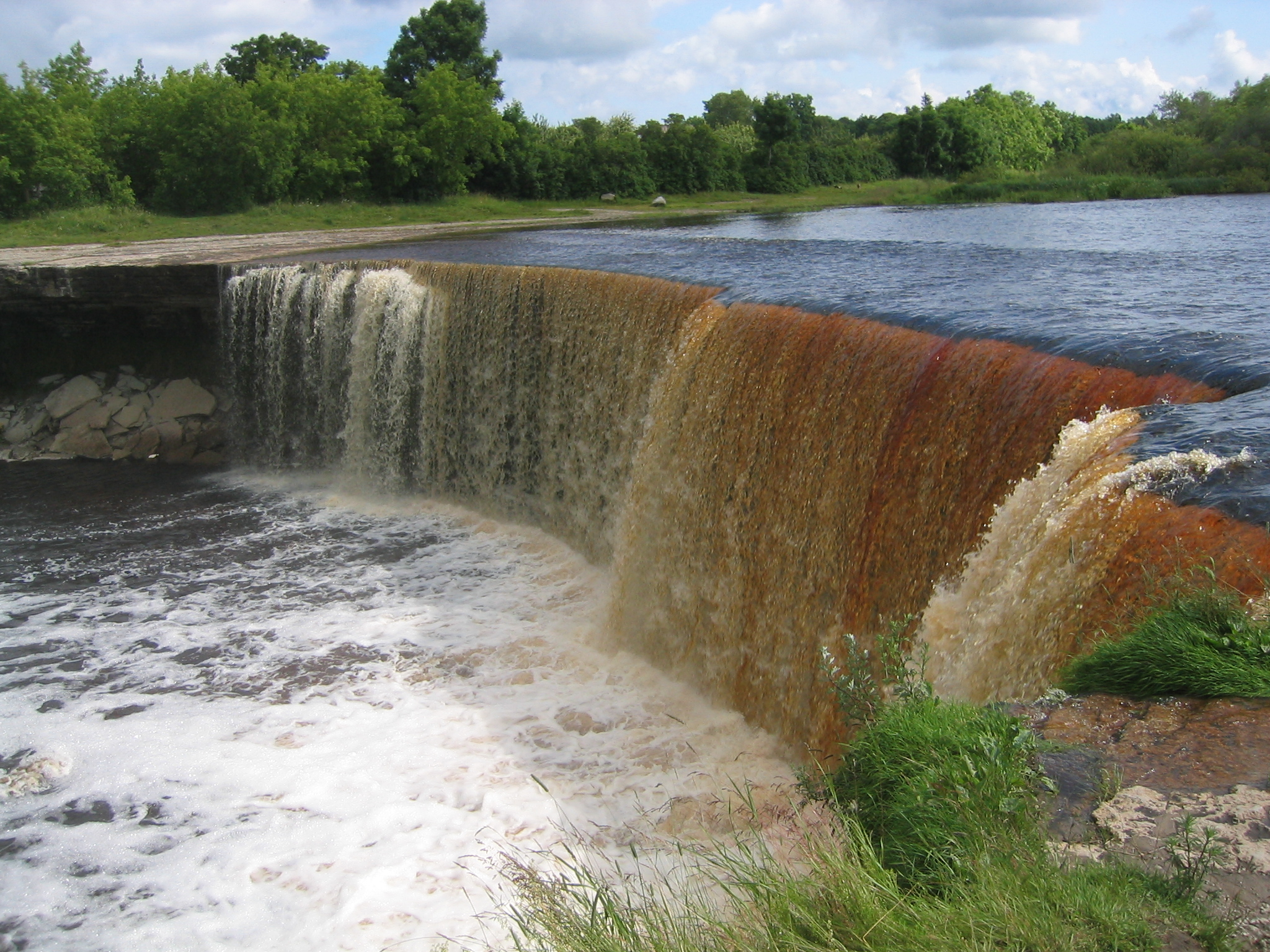
Jägalafallet i norra Estland (2004).

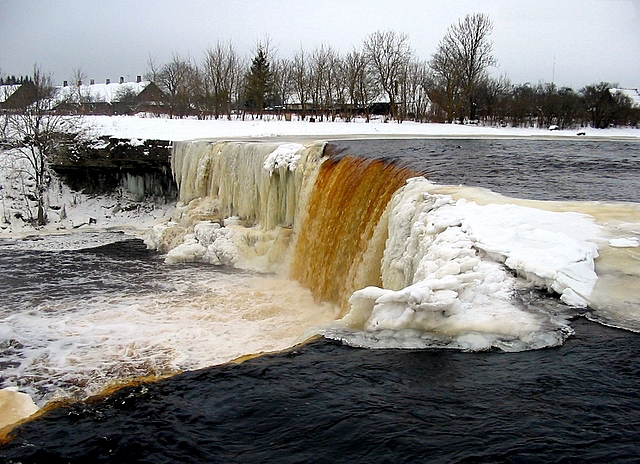
Vinterbild.

Jägalafallet (på estniska Jägala juga) ligger i Estland cirka 35 km öster om Tallinn i byn Jägala-Joa i Jõelähtme kommun.
Jägalafallet, med en fallhöjd på 8,1 meter, är Estlands mäktigaste vattenfall. Ån Jägala jõgi har gröpt ur en 300 m lång och 12 m djup kanjon. Ån breder ut sig på en 50-60 meter bred (smalare vid liten vattenföring) hästskoformad kalkstensklippa innan den störtar ut för kanten. I kalkstenen kan fossil av olika skaldjur ses. Det går att korsa vattenfallet, antingen genom att vada över kalkstensklippan strax före språnget, eller korsa ån bakom fallet. 